# Île au Cerf
Die Île au Cerf (engl. Cerf Island, dt. „Hirschinsel“) ist eine 1,27 Quadratkilometer große Insel der Seychellen im Indischen Ozean. Sie ist nach Sainte Anne die zweitgrößte Insel des zum Sainte Anne Marine National Park gehörenden Archipels und gehört zum Distrikt Mont Fleuri.
Die in Privatbesitz befindliche Île au Cerf liegt 4 Kilometer vor der Nordostküste der Hauptinsel Mahé mit der Hauptstadt Victoria und 2 Kilometer südlich der Insel Sainte Anne, ist mit tropischem Regenwald bewachsen und verfügt über mehrere Badestrände. Die höchste Erhebung liegt 108 m über dem Meer. Im Westen der Insel befinden sich vier Hotelanlagen und das Restaurant Kapok Tree. Außerdem leben rund 20 Einheimische auf der Insel. Gut 60 Meter südöstlich von Ìle aux Cerf befindet sich die 2,1 Hektar große Insel Île Cachée. Bei niedrigem Wasserstand ist sie zu Fuß zu erreichen.
Auf der Insel lebten zu keiner Zeit Hirsche, vielmehr ist die Insel nach der Fregatte Cerf benannt, mit der Kapitän Corneille Morphy am 16. Juli 1756 von Mauritius aus nach Mahé in See gestochen war. Der Schriftsteller Wilbur A. Smith hatte 25 Jahre lang ein Ferienhaus auf der Insel.
Die Insel ist nicht zu verwechseln mit der namensgleichen unbewohnten Insel Cerf Island/Île au Cerf im äußersten Süden des Providence-Atolls bei 9° 31′ 19″ S, 50° 59′ 2″ O sowie der ebenfalls unbewohnten und zu Mauritius gehörenden Insel Île aux Cerfs.